# Inuité
Inuité jsou skupinou obyvatel nejsevernější části Ameriky, kteří jsou kulturně podobní ostatním domorodým obyvatelům. Obývají arktické regiony Grónska, Kanady a Aljašky. Hovoří inuitskými jazyky, které se řadí mezi eskymácko-aleutské jazyky.
V USA a Kanadě jsou Inuité jedním z národů řazených pod Eskymáky spolu s Jupiky a Iñupiaty. Označení Inuité tedy není možné použít pro Jupiky. Označení Eskymáci zase nelze použít pro domorodce v Kanadě a Grónsku, protože je pejorativní.
Inuité se živili lovem, často mořských zvířat, například vorvaňů, narvalů, či tuleňů, ale lovili též faunu pevniny. Pro Inuity je typickým přístřeškem iglú, stavba z ledových kvádrů.